# Johan Gabriel Oxenstierna (pentatleta)
Johan Gabriel Oxenstierna   (Estocolm, 28 d'agost de 1899 - Täby, 18 de juliol de 1995) fou un oficial naval i pentatleta modern suec, guanyador d'una medalla olímpica.
Oxenstierna era comte i pertanyia a una de les famílies nobiliàries més antigues de Suècia, coneguda des del segle XIII. El 1917 esdevingué oficial de la Marina i el 1932 fou nomenat agregat naval a París; i en tornar a Suècia va ser ascendit a tinent comandant. Durant la Segona Guerra Mundial va servir com a agregat de defensa a Londres. Es va retirar el 1954 amb el grau de capità.
El 1932 va prendre part en els Jocs Olímpics d'Estiu de Los Angeles, on guanyà la medalla d'or en la competició de pentatló modern.